# Långtjärnen (Torps socken, Medelpad, 694743-151499)
Långtjärnen är en sjö i Ånge kommun i Medelpad och ingår i Ljungans huvudavrinningsområde. Sjöns area är 0,019 kvadratkilometer och den befinner sig 375 meter över havet.